# Stade de Reims (femminile)
Lo Stade de Reims è una squadra di calcio femminile francese, sezione femminile dell'omonimo club con sede a Reims, importante centro del dipartimento della Marna nella regione del Grand Est.
Fondata originariamente nel 1968 come Football Club Féminin Reims, mantenne tale denominazione solo fino al 1969, anno in cui venne assorbita dal club maschile. Nel suo Palmarès figurano cinque titoli nazionali conquistati tutti tra la metà degli anni settanta e i primi anni ottanta. La società ritenne di chiudere la sezione femminile al termine della stagione 1991-1992 per ricostituirla solo nell'estate 2014.
La squadra, guidata dal tecnico Amandine Miquel dall'estate 2017, al suo terzo campionato di Division 2 Féminine conquista il primo posto nel gruppo A della stagione 2018-2019 conquistando l'accesso alla Division 1, massimo livello del campionato francese femminile di calcio, dopo oltre vent'anni.

## Palmarès
- Campionato francese: 5 
Stade Reims: 1974-1975, 1975-1976, 1976-1977, 1979-1980, 1981-1982
- Campionato francese di seconda divisione: 1

2018-2019

## Organico

### Rosa 2024-2025
Rosa, ruoli e numeri di maglia tratti dal sito ufficiale, integrata dal sito Footofeminin.fr, aggiornata al 16 ottobre 2024.
| N. |                        | Ruolo | Calciatrice        |
| -- | ---------------------- | ----- | ------------------ |
| 1  | Canada (bandiera)      | P     | Kayza Massey       |
| 2  | Francia (bandiera)     | D     | Mathilde Kack      |
| 3  | Stati Uniti (bandiera) | D     | Mia Gyau           |
| 6  | Francia (bandiera)     | C     | Anaële Le Moguédec |
| 7  | Camerun (bandiera)     | D     | Colette Ndzana     |
| 8  | Francia (bandiera)     | C     | Lucie Calba        |
| 9  | Portogallo (bandiera)  | A     | Mélissa Gomes      |
| 10 | Stati Uniti (bandiera) | C     | Rachel Corboz      |
| 11 | Marocco (bandiera)     | C     | Jade Nassi         |
| 14 | Camerun (bandiera)     | C     | Monique Ngock      |
| 15 | Francia (bandiera)     | C     | Maïté Boucly       |

| N. |                        | Ruolo | Calciatrice       |
| -- | ---------------------- | ----- | ----------------- |
| 16 | Francia (bandiera)     | P     | Clara Wibaut      |
| 18 | Polonia (bandiera)     | C     | Kayla Adamek      |
| 19 | Francia (bandiera)     | C     | Julie Swierot     |
| 20 | Stati Uniti (bandiera) | A     | Morgan White      |
| 21 | Francia (bandiera)     | D     | Léa Notel         |
| 25 | Francia (bandiera)     | D     | Marion Haelewyn   |
| 26 | Francia (bandiera)     | C     | Léa Bourgain      |
| 29 | Francia (bandiera)     | A     | Hawa Sangaré      |
| 30 | Francia (bandiera)     | P     | Elisa Launay      |
| 41 | Francia (bandiera)     | D     | Assimina Maoulida |